# Halebijjanabella, Sira
Halebijjanabella là một làng thuộc tehsil Sira, huyện Tumkur, bang Karnataka, Ấn Độ.